# Randy Kuhl
John R. "Randy" Kuhl, Jr., född 19 april 1943 i Bath, New York, är en amerikansk republikansk politiker. Han representerade delstaten New Yorks 29:e distrikt i USA:s representanthus 2005-2009.
Kuhl utexaminerades 1966 från Union College i Schenectady. Han avlade sedan 1969 juristexamen vid Syracuse University.
Kongressledamoten Amo Houghton kandiderade inte till omval i kongressvalet 2004. Kuhl vann valet och efterträdde Houghton i representanthuset i januari 2005. Han omvaldes i kongressvalet i USA 2006.
Demokraten Eric Massa besegrade Kuhl i kongressvalet i USA 2008 med 51% av rösterna mot 49% för Kuhl som erkände sig besegrad den 21 november 2008.